# Claudio Aprile
Claudio Aprile là một đầu bếp nổi tiếng người Canada, chủ nhà hàng, tác giả sách dạy nấu ăn, nhân vật truyền hình và người đàn ông gốc Ý nổi tiếng với vai trò là người dẫn chương trình / giám khảo chính trong cuộc thi ẩm thực của CTV Vua đầu bếp Canada kể từ tháng 1 năm 2014. Đã sở hữu và làm việc tại nhiều nhà hàng được gắn sao Michelin trong những năm qua, gần đây ông đã từng là bếp trưởng, chủ sở hữu và quản lý của nhà hàng Toronto nổi tiếng Copetin từ khi khai trương vào tháng 7 năm 2017 cho đến khi đóng cửa vào tháng 3 năm 2019. Vào mùa thu năm 2019, Aprile đã mở một nhà hàng mới có tên Xango Toronto, hiện tại ông là chủ sở hữu, chủ nhà hàng và đầu bếp trưởng kể từ khi đóng cửa Copetin, Coltern Lane và chuỗi Origin. Anh ở tại đồi Richmond, Toronto cùng với vợ Heather Aprile và hai con của họ.

## Tiểu sử
Một trong những đầu bếp nổi tiếng có tầm ảnh hưởng lớn nhất của Canada, Claudio Aprile sinh ra ở Uruguay, lớn lên ở Toronto, đã đi du lịch, sống và làm việc trong các nhà bếp chuyên nghiệp, được nhiều ngôi sao Michelin chọn làm đầu bếp chuyên nghiệp quốc tế. Aprile đã nấu ăn từ năm 14 tuổi, luôn muốn trở thành một đầu bếp từ năm 5 tuổi, đã dành sự nghiệp trong bếp để làm việc qua từng cấp bậc để trở thành đầu bếp và nhà hàng nổi tiếng chuyên nghiệp thành công mà anh ấy có được ngày hôm nay. Anh không bao giờ được đào tạo chính thức để trở thành một đầu bếp, và tuyên bố rằng, khi còn nhỏ, anh ta đã thông báo cho mẹ mình rằng anh ta sẽ trở thành một, thay vì mong muốn cố gắng trở thành một. Năm 18 tuổi, anh đi du lịch Thái Lan, nơi có ảnh hưởng sâu sắc đến phong cách nấu ăn của anh. Anh đã viếng thăm 160 thành phố ở 17 quốc gia, trước khi dừng chân ở Anh, nơi ông làm việc rộng khắp London cho đến khi giành được vị trí điều hành với tư cách là đầu bếp trưởng tại Bali Sugar ở Notting Hill.
Trong suốt hơn 30 năm sự nghiệp của mình, Aprile đã đi qua một số nhà bếp nhà hàng nổi tiếng được gắn sao Michelin trên toàn cầu. Đầu bếp người Toronto, sinh ra ở Toronto là một sản phẩm của các yếu tố đa dạng, với đại diện phong cách nấu ăn dành thời gian cho các nhà bếp trên khắp thế giới, bao gồm cả Bali Sugar ở London, đã nhận được những đánh giá xuất sắc như một đầu bếp điều hành trẻ, nơi ông nhận được hoan nghênh quan trọng trong nước và quốc tế. Khi trở về Toronto vào năm 2000, Aprile đã củng cố danh tiếng đó tại Senses ở Toronto, nơi ông đã gây ngạc nhiên cho các nhà phê bình và thực khách bằng cách sử dụng sáng tạo các kỹ thuật nấu ăn rất tiên phong và thử nghiệm.

## Sự nghiệp

### Coltern Lane (2007-2013)
Vào năm 2007, Aprile đã mở nhà hàng Colborne Lane thành công ở Toronto, Canada. Năm 2009, anh mở nhà hàng Origin nguyên bản ở Toronto. Được quảng cáo cho các món món ăn hiện đại và món tráng miệng làm bằng khí nitơ, Coltern Lane dẫn đầu về sáng tạo trên một cảnh quan ẩm thực ở Toronto không tưởng tượng nổi. Vì sự thành công của vị trí ban đầu, anh đã có thể mở thêm hai địa điểm nữa ở Toronto trong những năm tiếp theo.
Coltern Lane được ca ngợi là một trong những nhà hàng tốt nhất trên thế giới, và Aprile được mệnh danh là một trong những đầu bếp sáng tạo nhất làm việc tại Canada. Con đường trọng tâm đến thành công của Aprile là sự cống hiến của ông cho sự sáng tạo, đổi mới và nỗ lực mang đến những điều bất ngờ. Với Coltern Lane phục vụ các món kết hợp các nền ẩm thực khác nhau được chế tạo đẹp mắt, được trình bày chính xác với ẩm thực phân tử, anh chuyển đổi sự chú ý sang nhà hàng Origin. Khai trương vào năm 2010, Origin cung cấp thức ăn nhanh, tươi và dễ tiếp cận, được giao cho khách ngồi ngay đối diện với đầu bếp trong bếp mở. Tạp chí Toronto Life và tạp chí Now đã bình chọn Origin là nhà hàng số 1 tại Toronto.
Coltern Lane nằm trên đường Coltern ở Toronto, Ontario, gần chợ St. Lawrence. Nhà hàng đầu tiên của Aprile, Coltern Lane, đã mở ra thành công ngay lập tức và trở thành nơi sản sinh ra một số đầu bếp hàng đầu hiện tại của Toronto bao gồm Jonathan Poon, Steve Gonzalez, Matt Blondin, Jonathan Bower và Romain Avril. Nó được chọn là một trong mười nhà hàng mới hàng đầu ở Canada trong Tạp chí enRoute. Aprile chính thức đóng cửa nhà hàng vào tháng 2 năm 2013.

### Origin (2009-2017)
Năm 2009, Aprile mở nhà hàng Origin đầu tiên với tư cách là đầu bếp và chủ sở hữu. Nhà hàng ban đầu đã mở cửa cho công chúng vào năm 2010, nó nằm ở đường King, Toronto, Ontario và đóng cửa vào đầu năm 2017. Trong những năm sau đó, Aprile đã mở thêm hai nhà hàng Origin, một ở làng Liberty và một ở làng Bayview. Địa điểm làng Liberty mở cửa vào năm 2012 và đóng cửa vào năm 2013. Vị trí Origin phía bắc làng Bayview được khai trương vào tháng 6 năm 2013, trong một tòa nhà hai tầng trong bãi đậu xe của trung tâm thương mại làng Bayview. Thứ ba trong số các nhà hàng Origin của Aprile và là nhà hàng đầu tiên bên ngoài khu vực trung tâm thành phố, nó được quảng cáo trong thử thách Tiếp quản nhà hàng ở mùa 1 của Vua đầu bếp Canada và đóng cửa vào đầu năm 2016. Aprile từng là chủ sở hữu và lực lượng sáng tạo đằng sau Tập đoàn Nhà hàng Orderfire, bao gồm các nhà hàng thương hiệu Origin nổi tiếng của Toronto, được bình chọn là nhà hàng số 1 tại Toronto bởi tạp chí Toronto Life and Now.

### Nhà hàng & quán Bar Copetin Toronto (2017-2019)
Vào tháng 6 năm 2017, Aprile đã lấy lại nơi nhà hàng Origin ban đầu của mình và mở nhà hàng & quán Bar Copetin tại cùng địa điểm Saint James trên đường King, Đông Toronto, Ontario. Nhà hàng cao cấp này của anh đã được giới thiệu trong Thử thách tiếp quản nhà hàng ở Mùa 5 tại Vua đầu bếp Canada. Nhà bếp mở trong phòng ăn 80 chỗ ngồi cung cấp "không phải một, không phải hai, mà là bốn thực đơn riêng biệt: Một thẻ ăn tối cho phòng ăn phía đông, một thực đơn các món salad và bánh sandwich thông thường cho sân trong, một giá đồ ăn nhẹ ở quầy bar cho một nửa "phòng chờ" phía tây của nhà hàng, và một thực đơn nếm thử bất cứ thứ gì cho những người chọn ngồi ở lan can nhà bếp. " 

### Xango (hiện tại 2019)
Vào tháng 9 năm 2019, Aprile hợp tác với Khách sạn biểu tượng Nick Di Donato của Tập đoàn Giải trí Liberty để mở Xango, nằm ở trung tâm khu phố King West sôi động của Toronto.

### Vua đầu bếp Canada(2014–nay)
Aprile là người dẫn chương trình / giám khảo trên chương trình Vua đầu bếp Canada.

## Liên quan
1. 1 2 3
2. ↑  "Bản sao đã lưu trữ". Bản gốc lưu trữ ngày 12 tháng 4 năm 2014. Truy cập ngày 30 tháng 6 năm 2020.
3. ↑  "Colborne Lane Location".
4. ↑  "Bản sao đã lưu trữ". Bản gốc lưu trữ ngày 21 tháng 9 năm 2020. Truy cập ngày 30 tháng 6 năm 2020.
5. ↑  "Bản sao đã lưu trữ". Bản gốc lưu trữ ngày 17 tháng 6 năm 2020. Truy cập ngày 30 tháng 6 năm 2020.
6. ↑  "Canada's Best New Restaurants". tháng 11 năm 2007. Bản gốc lưu trữ ngày 18 tháng 5 năm 2015. Truy cập ngày 30 tháng 6 năm 2020.
7. ↑  "Bản sao đã lưu trữ". Bản gốc lưu trữ ngày 18 tháng 6 năm 2020. Truy cập ngày 30 tháng 6 năm 2020.
8. ↑  [ https://canadainaday.ca/ambassadors/claudio-aprile Lưu trữ ngày 13 tháng 6 năm 2020 tại Wayback Machine]
9. ↑  "Inside Copetin, Claudio Aprile's overhauled Origin profile". Bản gốc lưu trữ ngày 30 tháng 11 năm 2020. Truy cập ngày 30 tháng 6 năm 2020.
10. ↑  "What's on the Menu at Copetín profile". Bản gốc lưu trữ ngày 19 tháng 9 năm 2020. Truy cập ngày 30 tháng 6 năm 2020.
11. ↑  "Copetin Closed TV profile".
12. ↑  "Season 6 of Masterchef Canada is Officially Happening".
13. ↑  "MasterChef Canada Returns April 8".
14. ↑  "MasterChef Canada Returns on CTV".
15. ↑  "MasterChef Canada Returns 2-Hour Premier".